# Diego Rafael Padrón Sánchez
Diego Rafael Padrón Sánchez (nascut el 17 de maig de 1939) és un prelat veneçolà de l'Església catòlica que va exercir com a arquebisbe de Cumaná del 2002 al 2018. Padrón va ser president de la Conferència Episcopal Veneçolana del 2012 al 2018.
El papa Francesc el va nomenar cardenal el 30 de setembre de 2023.

## Biografia
Diego Rafael Padrón Sánchez va néixer a Montalbán el 17 de maig de 1939. Va fer els estudis de batxillerat al seminari menor de València i la seva tasca de filosofia i teologia al seminari major interdiocesà de Caracas. Va ser ordenat sacerdot de la diòcesi de València el 4 d'agost de 1963.
Va treballar com a vicedirector d'un institut i després com a prefecte de disciplina, prefecte d'estudis i professor del Seminari Arxidiocesà de València, seguit de set anys de missions pastorals. Va obtenir el títol de professor a l'Institut Pedagògic Nacional l'any 1974. Va passar els anys de 1979 a 1983 a Roma i Jerusalem, obtenint la llicenciatura en Sagrada Escriptura pel Pontifici Institut Bíblic de Roma. Tornat a Veneçuela, va ser rector de San Diego di Alcalá prop de València mentre ensenyava al Seminari de València i al Seminari Interdiocesà de Caracas.
El papa Joan Pau II el va nomenar bisbe titular de Gisipa i bisbe auxiliar de Caracas el 4 d'abril de 1990. Va rebre la seva consagració episcopal el 27 de maig de 1990 de mans del cardenal José Alí Lebrún Moratinos, arquebisbe de Caracas.
El 7 de maig de 1994 va ser promogut a bisbe de Maturín. Hi va ser instal·lat el 23 de juliol.
El papa Joan Pau el va nomenar arquebisbe de Cumaná el 27 de març de 2002.
Padrón va exercir dos mandats de tres anys com a president de la Conferència Episcopal Veneçolana del 2012 al 2018. Anteriorment havia servit a la Conferència com a president de la Comissió per a Laics i Joventuts de 1990 a 1996 i president de la Comissió Catequesi i ministeri bíblic del 1996 al 2003.
El 7 de juliol de 2017, va condemnar el que diu els brutals atacs contra diputats de l'oposició a l'Assemblea Nacional Veneçolana uns dies abans.
El papa Francesc va acceptar la seva dimissió com a arquebisbe el 24 de maig de 2018.
El 9 de juliol de 2023, el papa Francesc va anunciar que tenia previst nomenar-lo cardenal en un consistori previst per al 30 de setembre. En aquest consistori va ser nomenat cardenal prevere de San Gaetano.